# Stadtarchiv Leipzig

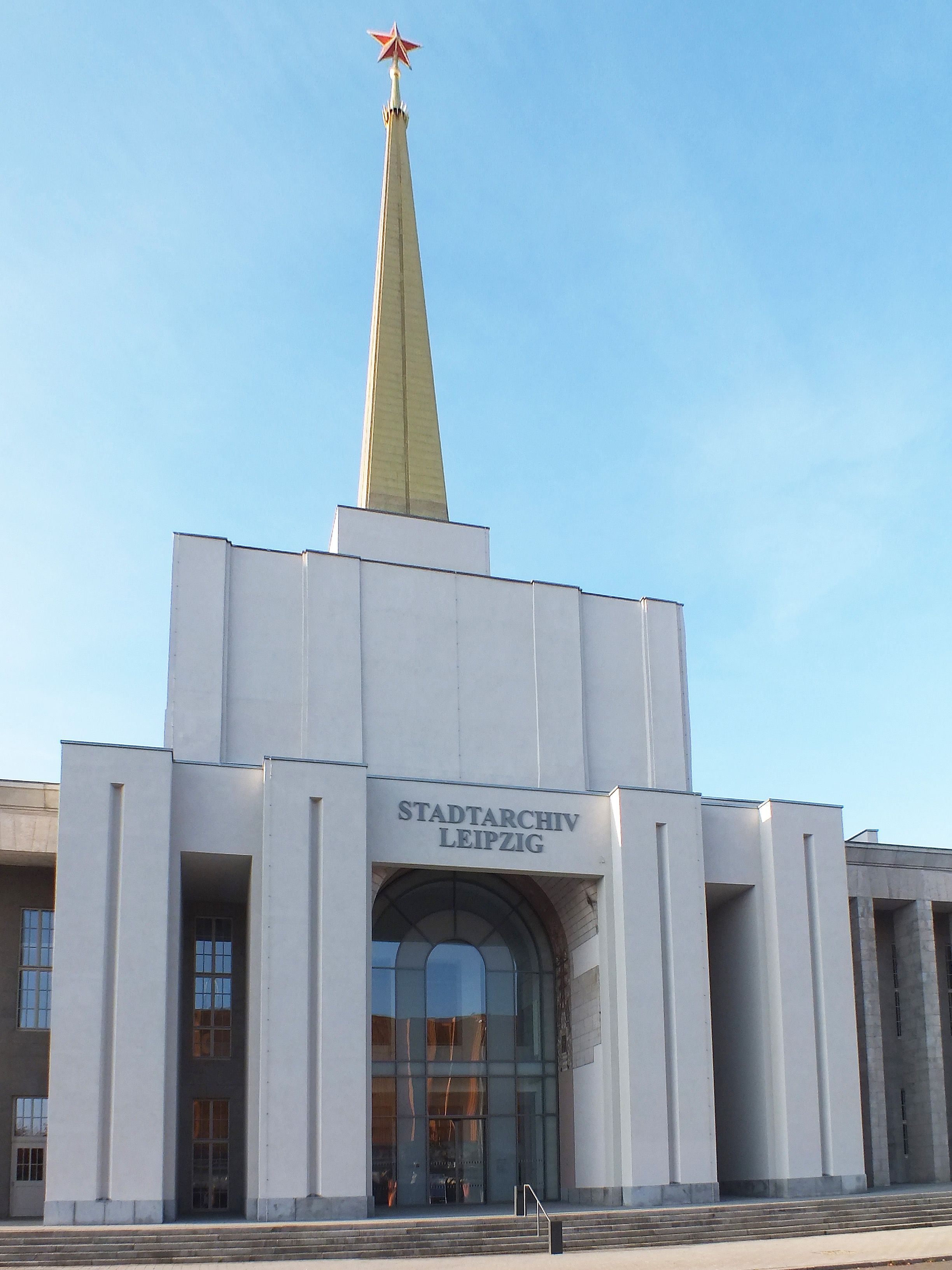
Front des neuen Stadtarchivs im ehemaligen Sowjetischen Pavillon (2019)

Das Stadtarchiv Leipzig dokumentiert die Geschichte Leipzigs mit Belegen seit dem Mittelalter in Form von Urkunden, Akten, Geschäftsbüchern, Zeitungen und Druckschriften, Karten und Plänen sowie Fotos und Postkarten. Es zählt mit seinen Beständen zu den bedeutendsten kommunalen Archiven in Deutschland. Zu seinen Aufgaben gehört auch das Führen der Stadtchronik.

## Lage und Einrichtung
Seit Oktober 2019 befindet sich das Stadtarchiv Leipzig auf dem Alten Messegelände im umgebauten ehemaligen sowjetischen Ausstellungspavillon mit der Adresse Straße des 18. Oktober 42.
Über dem Gebäude strahlt noch immer der Sowjetstern; es steht unter Denkmalschutz. Für das Stadtarchiv wurden der Kopfbau und ein knappes Fünftel des sich anschließenden flacheren Langhauses in Anspruch genommen.

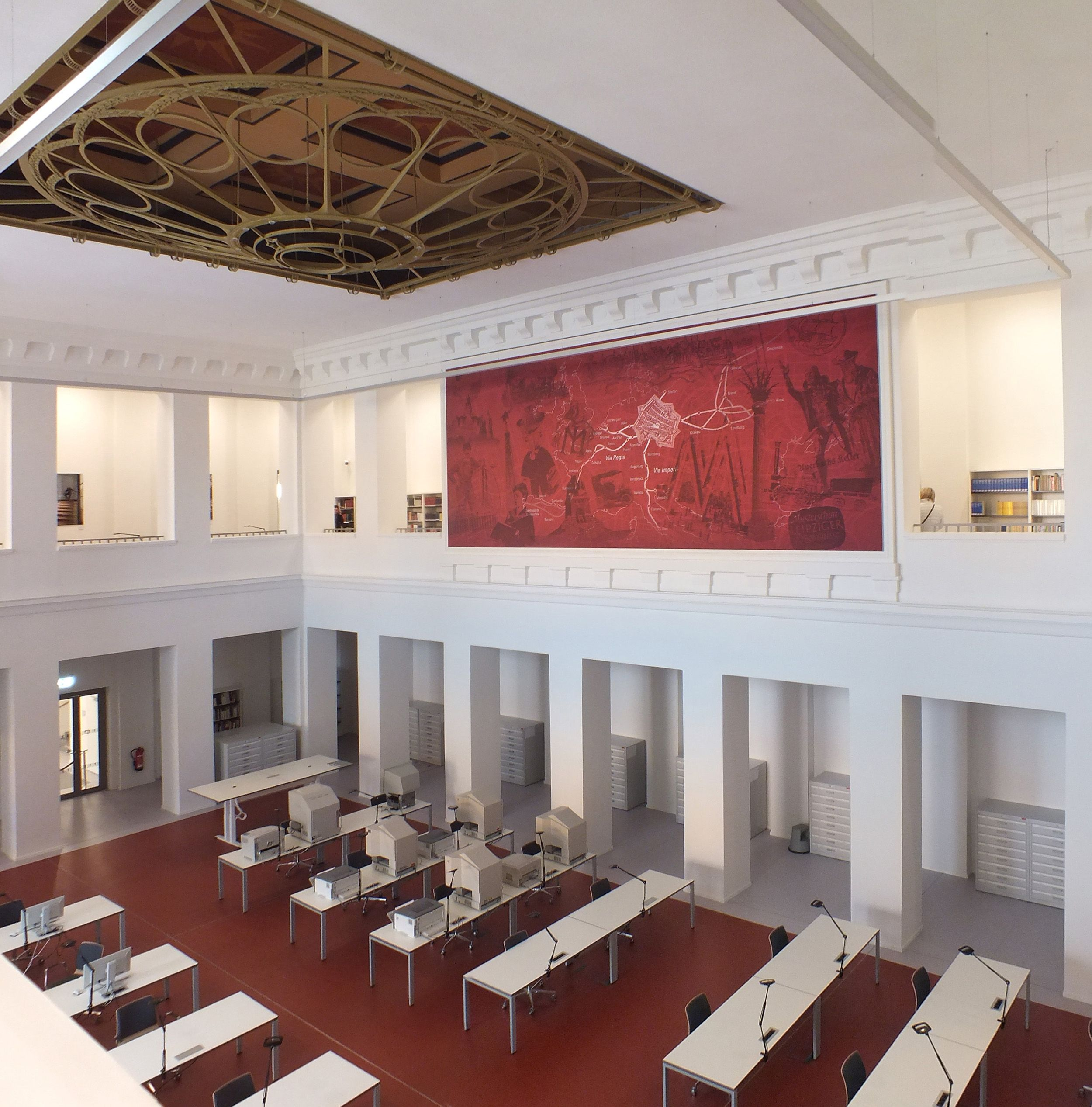
Der Forschungssaal (2019)
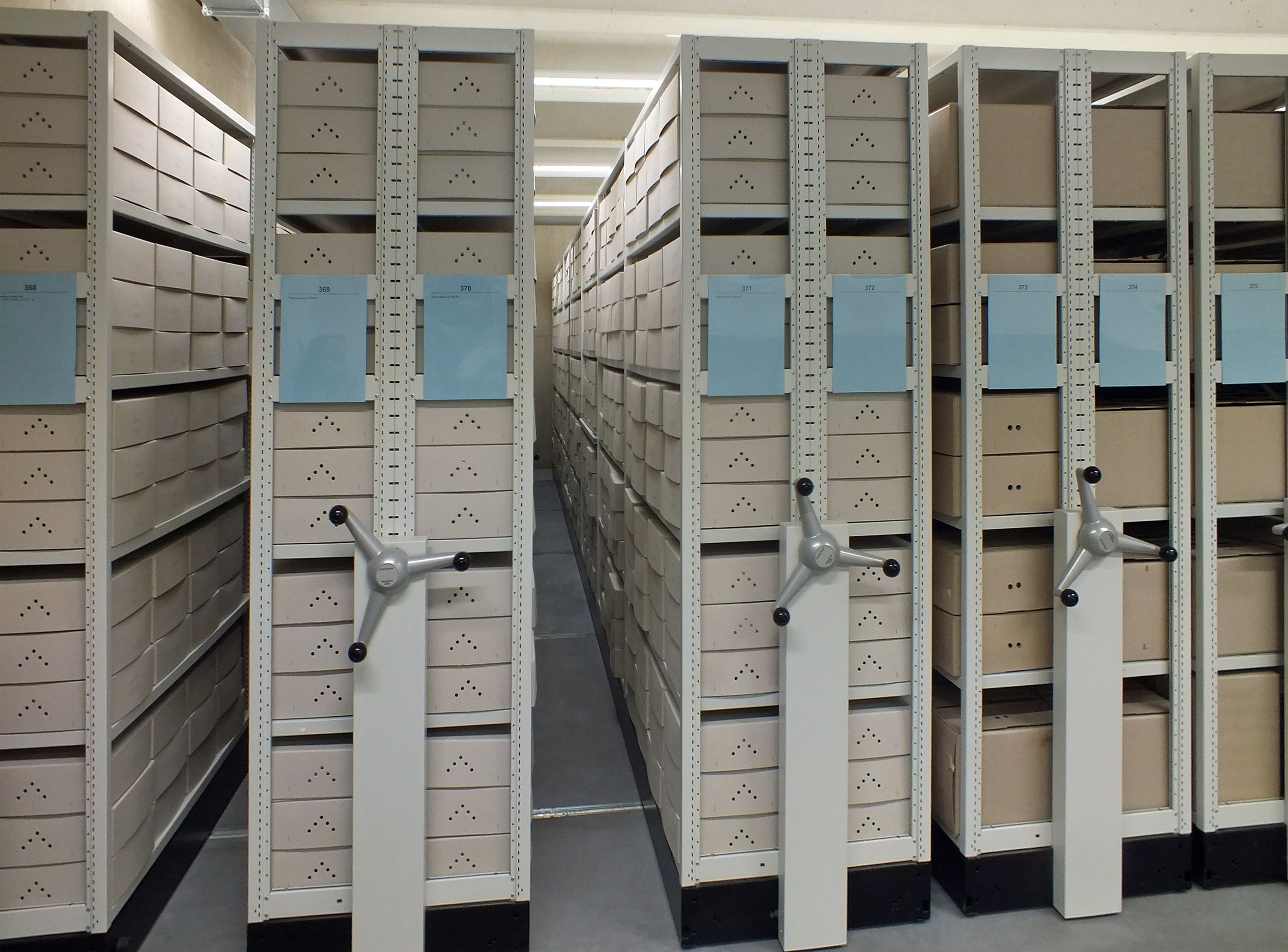
Im Magazin (2019)

Zentral im Kopfbau befindet sich in der ehemaligen Eingangshalle der sogenannte Forschungssaal mit 28 Arbeitsplätzen, ausgestattet mit Lese- und Rückvergrößerungsgeräten sowie Rechentechnik. Ein großes Wandbild in Höhe der Galerie zeigt die zentrale Lage Leipzigs am Schnittpunkt der Via Regia und der Via Imperii. Rechts vom Forschungssaal befindet sich die Anmeldung, und dahinter bietet die Restaurierungswerkstadt mit einer Nassstrecke und einem Trockenbereich optimale Bedingungen für die Restauratoren. Links vom Forschungssaal liegt der Vortragssaal, der als Wustmannsaal an den ersten Direktor des Stadtarchivs Gustav Wustmann erinnert. Im Urkundensaal gegenüber stehen Schränke aus der Anfangszeit des Archivs. Die Büro- und Arbeitsräume der Archivmitarbeiter liegen jeweils an den Außenseiten des Gebäudes im Erd- und im Obergeschoss. Den größten Teil des Hauses nimmt das Magazin mit 8200 m² Bodenfläche ein. Es bietet Platz für rund zwanzig Regalkilometer Archivgut (etwa 186.000 Archivkartons) sowie knapp 470 Planschränke. Dieser Platz reicht bis etwa 2030. Erweiterungsmöglichkeiten bis zum Jahr 2050 sind vorgesehen.
Das Haus besitzt keine aktive Klimatisierung. Die Passiv-Klimatisierung durch Doppelschalenwände und Luftpuffer sorgt dafür, dass extreme Temperaturschwankungen abgefedert werden.

## Geschichte
Als erster Vorläufer des Stadtarchivs kann die 1483 unter der Ratsstube angelegte Geheimkammer zur Aufbewahrung von Urkunden, später Aerarium genannt, angesehen werden. 1721 besaß die Ratsverwaltung 15 „Stuben“ genannte Abteilungen mit jeweils eigenen Aufbewahrungsräumen („Beikammern“). Für 1819 bis 1822 wird von einer Neuordnung des nunmehr offenbar zentralen Hauptarchivs durch den Stadtschreiber Heimbach berichtet.
1879 bis 1881 wurden Teile der Bestände des Ratsarchivs in das Untergeschoss des Museums der bildenden Künste am Augustusplatz umgelagert und im Folgenden als Ratsarchiv I bezeichnet. Mit Schaffung der Direktorenstelle für das Archiv und deren Besetzung mit dem Akademiker Gustav Wustmann zum 1. Oktober 1881 gilt dieser Termin als Begründung des Stadtarchivs als wissenschaftliche Einrichtung. Wustmann war zugleich Leiter der Leipziger Stadtbibliothek. Diese Ämterdopplung wurde bis 1945 beibehalten. 1886 wurde das Ratsarchivs I für die allgemeine wissenschaftliche Benutzung geöffnet, wobei für die Akteneinsicht durch Besucher der Lesesaal der Stadtbibliothek zur Verfügung stand.

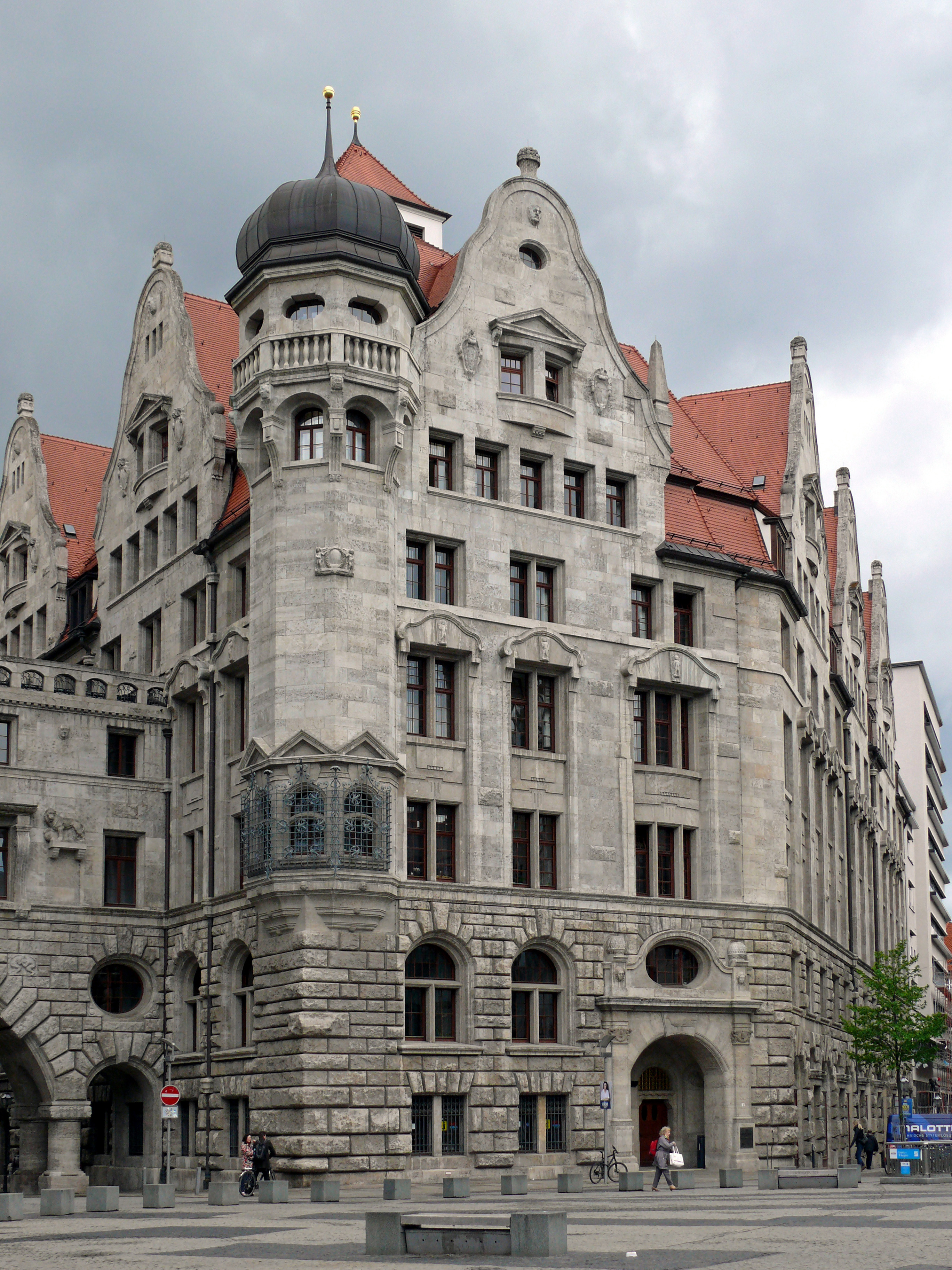
Stadthaus Leipzig, Ort des Stadtarchivs 1924–1994 (2014)

Durch die Eingemeindung Leipziger Vororte um die Jahrhundertwende war das Archiv stark angewachsen. Deshalb zogen 1912 vier geschlossene Bestände des Archivs in das neu errichtete Stadthaus um, wohin 1924 das gesamte Archiv folgte. 1940 fand die Umbenennung von Ratsarchiv zu Stadtarchiv statt. Ab 1933 bezog sich ein großer Anteil der Archivanfragen auf die in der NS-Zeit notwendigen Ariernachweise. Die Benutzung des Archivs für Juden und Ausländer war stark eingeschränkt.
Trotz schwerer Bombenschäden Leipzigs im Zweiten Weltkrieg erlitt das Stadtarchiv kaum Bestandsverluste. 1945 wurde die Personalunion in der Leitung von Stadtbibliothek und Stadtarchiv aufgelöst und der seit 1926 als Archivar angestellte und vor allem mit der Erstellung des Leipziger Häuserbuchs befasste Ernst Müller ausschließlich mit der Leitung des Stadtarchivs betraut.
Zur Betreuung der Stadtchronik wurde 1960 ein Stadtchronist eingestellt. Die erste Bestandsübersicht seit der Gründung des Stadtarchivs wurde 1968 angefertigt, 2003 erschien die erste gedruckte Bestandsübersicht. 1987/1988 hielt die Rechentechnik im Stadtarchiv Einzug.
Im Zusammenhang mit der Rekonstruktion des Rathauskomplexes erfolgte 1994 der Umzug des Archivs in die Torgauer Straße 74 im Osten Leipzigs im Ortsteil Volkmarsdorf. Das Gebäude beherbergte bis 1990 den Produktionsbereich 2 des VEB Fahrzeuggetriebewerke „Joliot-Curie“. Der Betrieb war durch die Verstaatlichung der seit 1919 hier ansässigen Köllmann-Werke AG entstanden.

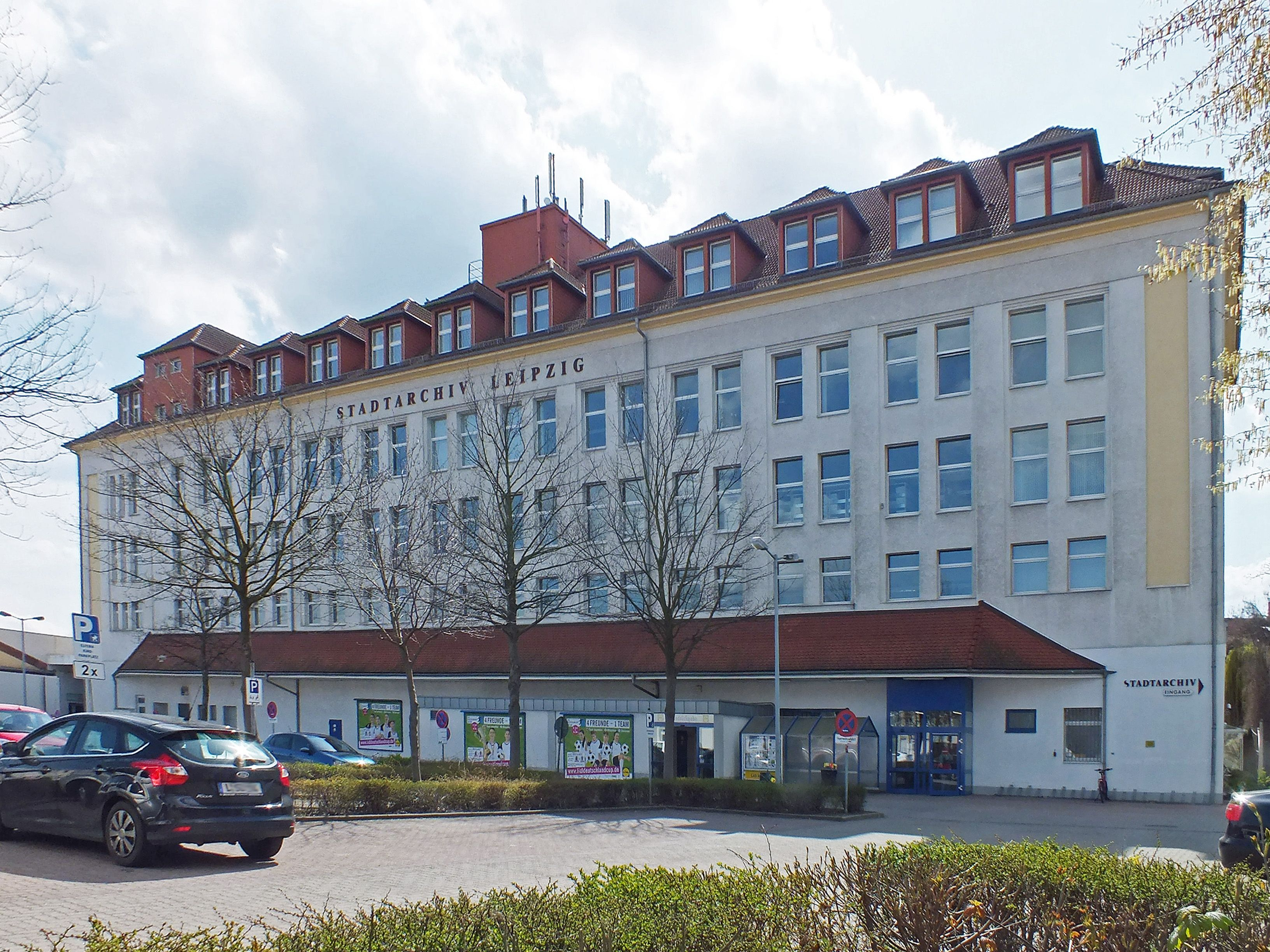
Das Archivgebäude in der Torgauer Straße (2016)
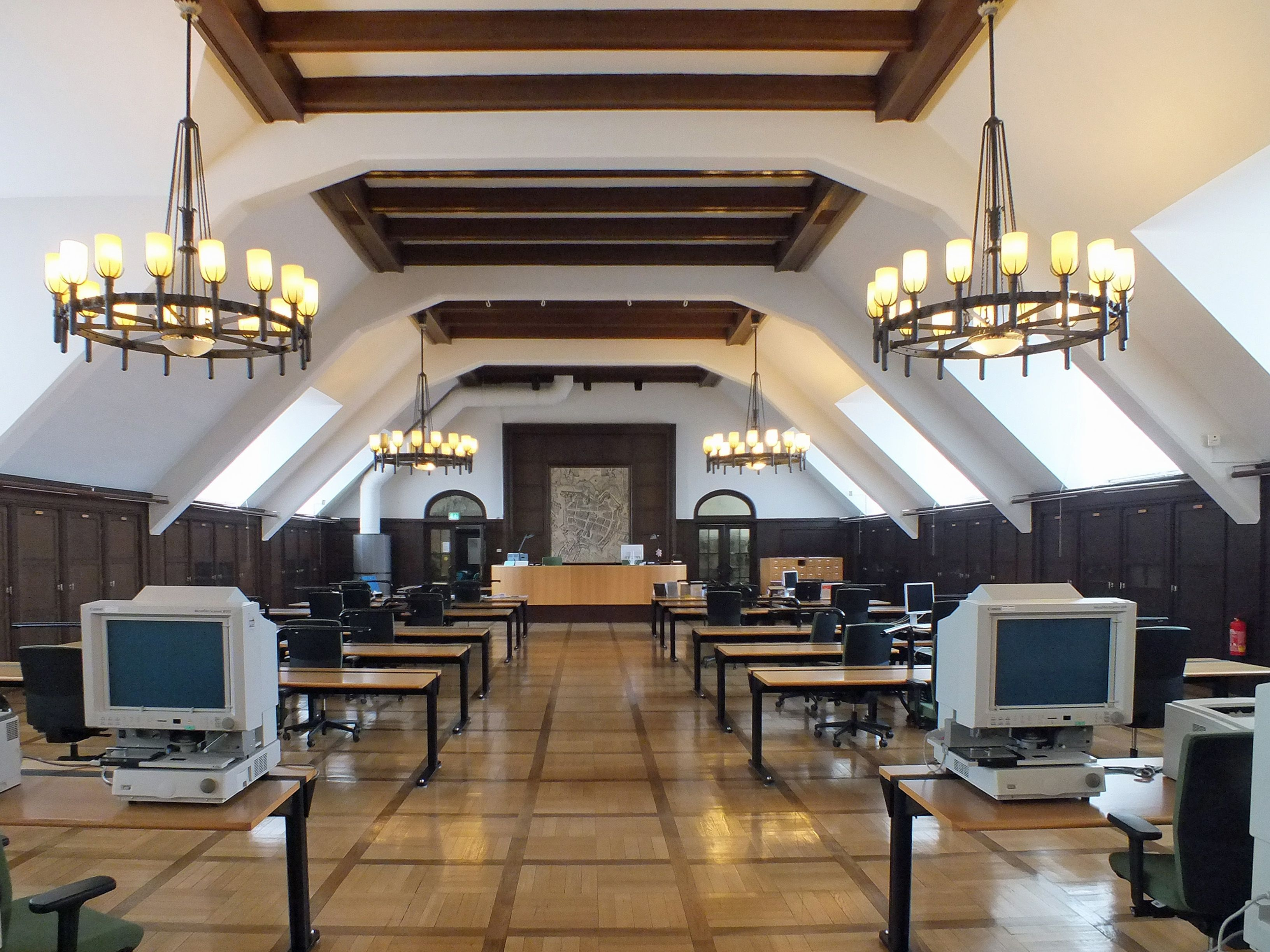
Der dortige Lesesaal in der vierten Etage (2016)

In dem für Archivzwecke rekonstruierten Gebäude wurden vier Etagen und das Untergeschoss vom Archiv genutzt, während im Erdgeschoss ein Discounter untergebracht war. Das Stadtarchiv verfügte neben 8000 m² Magazinfläche über einen Vortrags- und einen Seminarraum sowie über zwei Ausstellungsfoyers. Der Lesesaal bot 36 Arbeitsplätze, acht Lese- und Rückvergrößerungsgeräte sowie zwei Kartentische. Eine moderne Fahrregalanlage ermöglichte eine effektive Ausnutzung der Lagerräume. Zum Archiv gehörte eine Buchbinde- und Restaurierungswerkstatt.
Wegen Platzmangels wurde ein Umzug in die Halle 12 des Alten Messegeländes beschlossen. Am 28. November 2016 war Grundsteinlegung zum Umbau und am 29. Oktober 2019 die Eröffnung am neuen Platze.

## Direktoren
- 1881–1910: Gustav Wustmann (1844–1910)
- 1911–1924: Ernst Kroker (1859–1927)
- 1925–1945: Johannes Hofmann (1888–1954)
- 1945–1959: Ernst Müller (1894–1972)
- 1959–1969: Manfred Unger (1930–2016)
- 1969–1972: diverse, nur kurzzeitig
- 1972–1983: Horst Thieme (1931–1986)
- 1983–1987: Waldemar Künn
- 1987–2018: Beate Berger
- seit 2019: Michael Ruprecht[6]

## Bestände

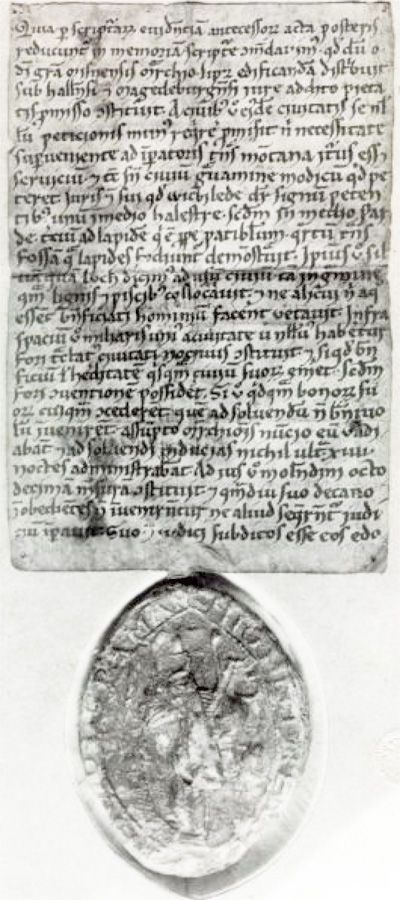
Der Leipziger Stadtbrief von 1165

Die Bestände des Archivs gliedern sich in kommunales und nichtkommunales Archivgut. Ersteres enthält Urkunden und Akten der Stadtverwaltung und städtischer Einrichtungen und Betriebe. Die mehr als 4000 Urkunden überdecken die Zeit vom Leipziger Stadtbrief von ca. 1165 als Gründungsurkunde der Stadt bis 1854. Akten und Geschäftsbücher umfassen 10.000 laufende Meter.
Nichtkommunale Archivalien beziehen sich auf nichtstädtische Leipziger Betriebe, auf Gesellschaften und Vereine sowie Nachlässe. Dazu kommt das große Gebiet der Sammlungen. Die Fotosammlung enthält über 125.000 Fotos und Postkarten zu Architektur, Wirtschaft, Bildung, Kultur sowie kommunalen Angelegenheiten der Stadt Leipzig aus der Zeit um 1870 bis zur Gegenwart und die Kartensammlung mehr als 75.000 Karten und Pläne aus der Zeit um 1530 (Stadtbefestigungen) bis zur Gegenwart.
Die Zeitungssammlung mit Presseerzeugnissen von 1730 an umfasst Tageszeitungen und periodisch, z. B. wöchentlich erscheinende Zeitungen. Von den über 50 Titeln ist der überwiegende Teil in Leipzig erschienen. Die amtlichen Druckschriften als weiterer Sammlungsteil beinhalten Gesetz- und Verordnungs- und Amtsblätter, beginnend 1482.
Eine Übersicht über den Gesamtbestand des Leipziger Stadtarchivs enthält ein Sonderband der Schriftenreihe Leipziger Kalender.
Die Bibliothek des Archivs umfasst ca. 8.000 Bände vornehmlich zur Leipziger Stadtgeschichte, der sächsischen Landesgeschichte und den Archiv- und Hilfswissenschaften.
Das mit circa 300 Jahren Abstand älteste bekannte Objekt im Bestand des Leipziger Stadtarchivs ist ein Stück Pergament aus dem zweiten Viertel des 9. Jahrhunderts. Es ist ein Ausschnitt eines Bibelkommentars von Hrabanus Maurus, der im Kloster Fulda handschriftlich darauf übertragen wurde. Das robuste Pergament wurde später für den Einband eines Buches verwendet, in dem ein Leipziger Leichenbestatter von 1639 bis 1641 Beerdigungen festhielt. Tino Licht vermutet, dass der Bibelkommentar von protestantischen Truppen bei der Plünderung der Fuldaer Bibliothek 1631 entwendet und mit ihnen zur Schlacht bei Lützen nach Leipzig kam.

## Aufgaben
Die Hauptaufgabe des Archivs besteht in der Pflege des Archivguts. Dazu zählen die Bestandserhaltung, die Bestandsergänzung, die Erschließung des Bestands und seine Auswertung. Die Bestandserhaltung besteht vornehmlich in der Beseitigung von Schäden an der Substanz des Archivguts, zum Beispiel durch Papierzerfall. Mit der Restaurierung geschädigter Archivalien betraut das Stadtarchiv Leipzig im Wesentlichen Fremdfirmen. Mehr als 90 % der finanziellen Aufwendungen zur Bestandserhaltung gingen 2005 an diese. Bestandsergänzungen geschehen hauptsächlich durch Zusammenarbeit mit städtischen Einrichtungen und Eigenbetrieben, aber auch durch Schenkungen und Ankäufe. Die Erschließung des Archivguts erfasst den wesentlichen Informationsgehalt der Archivalien und sichert durch eine entsprechende Ordnung und Verzeichnisse einen optimalen Zugang für die Nutzer. Die Auswertung des Archivgutes geschieht entweder durch den Nutzer direkt im Lesesaal oder die Beantwortung seiner schriftlichen Anfragen durch das Archiv.
Ein weiteres Aufgabenfeld ist die Öffentlichkeitsarbeit. Das Archiv organisiert Vorträge, Führungen und Seminare und gestaltet Ausstellungen. Die Herausgabe der Schriftenreihe Leipziger Kalender gehört ebenfalls dazu. Das Stadtarchiv führt auch die Tageschronik der Stadt Leipzig von 1945 bis zur Gegenwart, die ab 1989 in digitaler Form vorliegt und im Lesesaal oder auf der Website des Archivs eingesehen werden kann. Seit 1995 erscheint in zweijährigem Rhythmus ergänzt durch Sonderbände die Schriftenreihe des Leipziger Stadtarchivs Leipziger Kalender.
Das Stadtarchiv pflegt eine rege Zusammenarbeit mit zahlreichen Leipziger Institutionen, wie zum Beispiel dem Leipziger Geschichtsverein, mit dem sie Jahrestagungen zu verschiedenen Themen der Stadtgeschichte organisiert, dem Verein Pro Leipzig bei der Herausgabe von Stadtteilstudien und den Leipziger Museen bei Ausstellungsgestaltungen.